# Городков, Борис Николаевич
Бори́с Никола́евич Городко́в (3 февраля 1890 года, Тобольск, Российская империя — 25 мая 1953 года, Пушкин, Ленинградская область, СССР) — геоботаник, почвовед, географ, исследователь тундры и арктических пустынь, путешественник.
Совершил 26 научно-исследовательских экспедиций по Сибири, Дальнему Востоку, Европейскому Северу СССР, Полярному Уралу. По материалам экспедиций составил первые достоверные карты Гыданского и Тазовского полуостровов.
Автор более 100 научных работ, в которых дал определение типу тундровой растительности, впервые произвёл геоботаническое районирование тундровой зоны. Заложил основы тундроведения, стал инициатором создания Института оленеводства ВАСХНИЛ.

## Биография
Родился в семье преподавателя истории литературы Тобольского духовного училища Николая Александровича Городкова и коренной сибирячки Веры Александровны Городковой. В семье были ещё двое младших сыновей и дочь. Учился в гимназии, выпускником которой был великий Д. И. Менделеев. Во время учёбы Городков увлёкся энтомологией, ботаникой, биологией, химией. Окончил гимназию с серебряной медалью и в 1908 году поступил на химическое отделение физико-математического факультета Петербургского университета. Затем поступил на биологическое отделение Петербургского университета. Будучи студентом, участвовал в экспедициях 1911—1914 гг. по Тобольской губ. (бассейны рек Конда, Ваха, Полуй).
По окончании университета посвятил себя изучению растительности Арктики. В годы гражданской войны работал в Томском университете и Омском сельскохозяйственном институте.
С 1920 г. и до конца жизни работал в Ботаническом музее АН. В 1923—1924 годах руководил экспедицией по изучению бассейна реки Пур и водоразделу Обь-Пур. За эти исследования Всесоюзное географическое общество наградило Городкова медалью Н. М. Пржевальского. В 1924—1926 гг. исследовал Северный и Полярный Урал. В 1927—1928 гг. возглавлял комплексную экспедицию в Гыданской тундре, по материалам которой составил первые достоверные карты Гыданского и Тазовского полуостровов. В 1930 году провёл геоботанические изыскания Мурманского побережья, в 1937-м — в Хибинах.
В 1930 году на биологическом факультете Ленинградского университета начал вести курс «Тундроведение». С 1932 года возглавил отдел геоботаники и кормов в созданном по его инициативе Институте оленеводства ВАСХНИЛ. Поставив задачу объехать все тундры страны, изучал их в низовьях Лены (1935), Рудном Алтае и на Памире (1936), в бассейне Пенжины, на Чукотке, острове Врангеля (1938).
В годы войны Городков продолжил научную и педагогическую деятельность в блокадном Ленинграде. В январе 1943 года за две недели до прорыва блокады Городкова вывезли на самолёте в Москву, признав состояние его здоровья безнадёжным. Учёный выжил и в 1944 году вернулся в Ленинград к работе. В 1946 году он организовал экспедицию на западное побережье Таймыра по маршруту от Диксона до Нижней Таймыры. В 1947 году вместе с Е. С. Короткевичем посетил Новосибирские острова с целью изучения их растительности. В 1948 году совершил масштабную поездку на мыс Челюскин, острова Диксон, Октябрьской Революции, Домашний, Визе, Землю Франца-Иосифа, Норденшельда, бухту Ломоносова на Таймыре.
В 1949 году выехал с экспедицией в Печорский край и окрестности Салехарда для изучения влияния человеческой деятельности при хозяйственном освоении Севера на изменения его природы. Это была его последняя экспедиция. С 1950 года по состоянию здоровья Городков был вынужден отказаться от педагогической деятельности, но научную деятельность продолжал до последних дней. Был избран почётным членом Всесоюзного ботанического общества, возглавлял секцию биогеографии и входил в состав учёного совета Всесоюзного географического общества.
Умер на своей даче в Пушкине, похоронен на Большеохтинском кладбище.

## Память
Именем Городкова назван мыс на западе о. Грили в архипелаге Земли Франца-Иосифа, речка на Таймыре, впадающая в залив Фаддея, одна из горных вершин и ледник на Полярном Урале, а также несколько видов растений.
- Androsace gorodkovii Ovcz. & Karav.
- Corydalis gorodkovii Karav.
- Hieracium gorodkovianum Üksip
- Jurinea gorodkovii Iljin
- Oxytropis gorodkovii Jurtzev
- Papaver gorodkovii Tolm. & V.V.Petrovsky
- Taraxacum gorodkovii Kharkev. & Tzvelev

Также в честь Б. Н. Городкова названа гора в Антарктиде (гора Городкова, Земля Эндерби, 67°46′ ю.ш., 45°48′ в.д., гора нанесена на карту в 1962 г. Советской Антарктической экспедицией, название присвоено не позже 1965 г.).

## Награды
- орден Ленина (1953)
- орден Трудового Красного Знамени (10.06.1945)

## Список работ
- Городков Б. Н. Растительность тундровой зоны СССР // АН СССР. — 1935.
- Растительность Арктики и горных тундр СССР
- Городков Б. Н. Безлесие тундры // Природа : Журнал. — 1929. — № 3.
- Городков Б. Н. Естественные пастбищные угодья тундровой зоны ДВК // Советское оленеводство. — 1933. — № 2.
- Городков Б. Н. Геоботанические и почвенные исследования на Чукотском полуострове // Вестник Дальневосточного филиала Академии наук СССР. — 1936. — № 19.
- Городков Б. Н. Итоги изучения прироста лишайников // Советское оленеводство. — 1936. — № 9.
- Городков Б. Н. Об основаниях и методах хозяйственной классификации и бонитировки оленьих пастбищ // Советская ботаника. — 1934. — № 1.

## Значение исследовательской и научной деятельности
Впервые произвёл геоботаническое районирование тундровой зоны, экологический анализ ландшафта, дал оценку оленьих пастбищ и хозяйственных угодий. Дал определение типу тундровой растительности и выявил многообразные связи между вечной мерзлотой и почвенно-растительным покровом, что позволило решить некоторые вопросы тепловой мелиорации на Севере. Во время исследований Полярного Урала стал причастен к уточнению географического открытия — высшей точки Полярного Урала горы Народной.